# Gnandstein
Gnandstein ist ein Ortsteil der Stadt Frohburg im Süden des Landkreises Leipzig in Sachsen.

## Geografie
Gnandstein liegt im Sächsischen Hügelland. Die Nachbarorte sind Streitwald, Dolsenhain, Kohren-Sahlis und Wüstenhain.
Das Ortsbild Gnandsteins wird maßgeblich durch die Burg geprägt, die von vielen Stellen im Dorf zu sehen ist. Die Häuser sind meist alt. Durch den Ort fließt die Wyhra, die den Ort in zwei fast gleich große Hälften teilt. Gnandstein weist eine Steigung von Nordwesten nach Südosten auf: von 208 bis 244 Meter, 36 Meter Höhenunterschied.
Klimatisch weist der Ort eine Besonderheit auf, weil an ihn eine Wetterscheide, das Stöckigt, grenzt. Wenn man nämlich weiter nach Nordwesten geht, wird man nach diesem Waldstück in der Regel auf mildere Temperaturen stoßen.

## Geschichte
Um 1200/1210 gründeten die Herren von Schladebach die Burg Gnandstein mit Wohnturm und Ringmauer. Bis zur Mitte des 13. Jahrhunderts wurde sie mit Palas, Zwinger und um 1250 rundem Bergfried weiter ausgebaut. Für das Jahr 1228 ist eine erste urkundliche Erwähnung des Ortes Gnandstein belegt. Um 1380/1400 wurde die Burg erneut ausgebaut. 1409 ist die Familie von Einsiedel in Gnandstein erstmals nachgewiesen, die für die Region in den nächsten 450 Jahren eine bedeutende Rolle spielte. Um 1480/1500 vollzog sich ein grundlegender spätgotischer Ausbau der Burg. 1486 wurde der Wirtschaftshof erstmals erwähnt. 1508 erfolgte der Abriss der alten Dorfkirche und der Neubau einer spätgotischen Kirche. Im 15. Jahrhundert gehörte Gnandstein noch zur Pflege Altenburg, später zum Amt Borna.

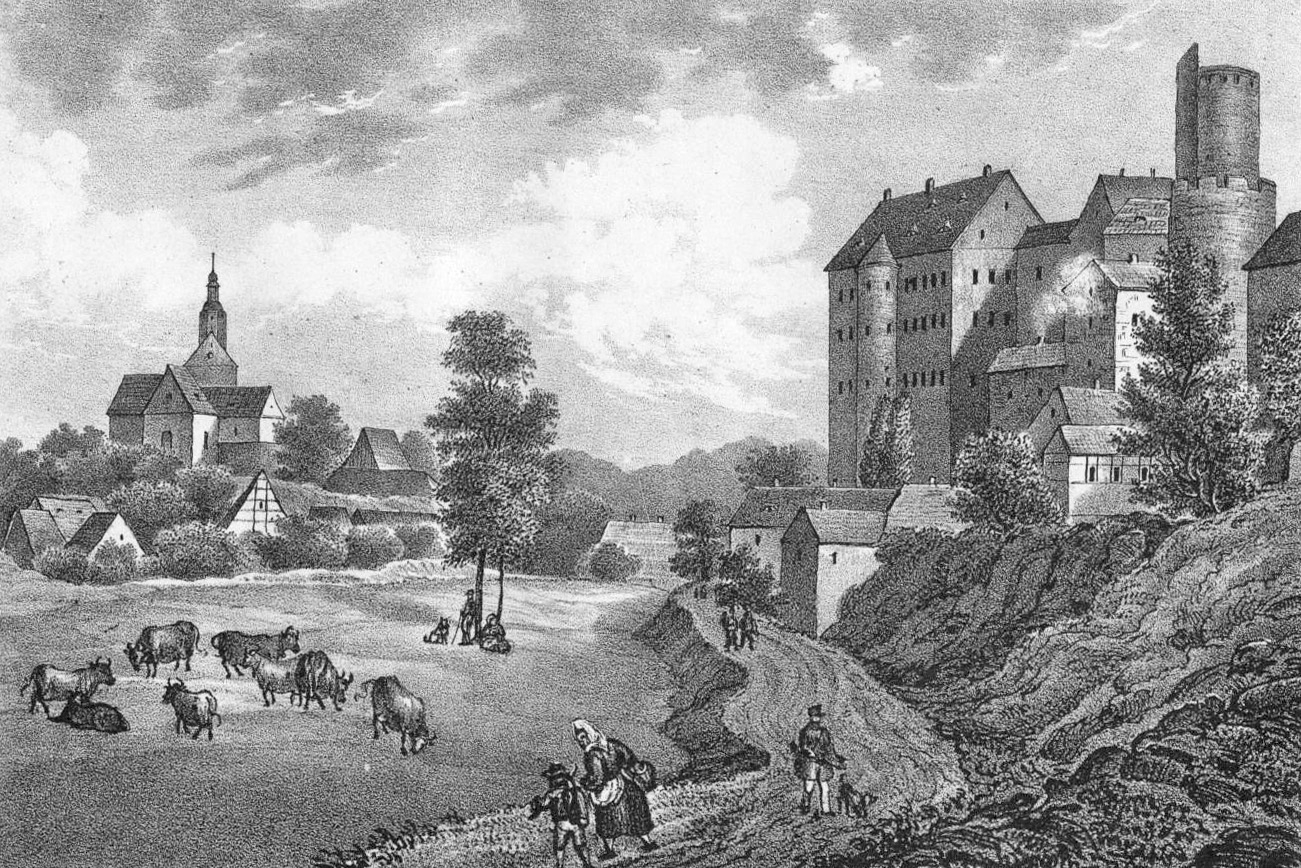
Gnandstein um 1840

Die Reformation wurde in Gnandstein mit dem Tod Herzog Georgs im Jahr 1539 eingeführt. Zwischen 1535 und 1540 wurde vermutlich ein bescheidenes Schulhaus unter dem Namen „Custodia“ gebaut. 1547 wurden die Gnandsteiner samt ihrem Vieh beim Durchzug der kaiserlichen Truppen Karls V. ausgeraubt, daraus resultierten Verwüstung und Not. 1577 wurde an die Kirche ein Turm angebaut. 1583 erfolgte die Aufstockung des Torhauses und des Turms der Burg. 1598 wurde ein neuer Friedhof eingerichtet. Durch den Dreißigjährigen Krieg erlitt auch Gnandstein Zerstörungen, zum Beispiel die zweier Bauerngüter. 1762 erlitt das Dorf durch ein preußisches Feldlager Verwüstung.
Seit 1842 gab es im Ort die erste Gemeindeordnung. 1844 wurde das heutige Pfarrhaus errichtet. Gnandstein lag bis 1856 im kursächsischen bzw. königlich-sächsischen Amt Borna. Ab 1856 gehörte der Ort zum Gerichtsamt Frohburg und ab 1875 zur Amtshauptmannschaft Borna. 1863 erfolgte die Gründung des Gesangsvereins. Im Jahr 1878 erbauten die Gnandsteiner ein neues Schulhaus. Die Gründung des „Arbeiterradfahrerverein Gnandstein und Umgebung“ erfolgte im Jahr 1907.

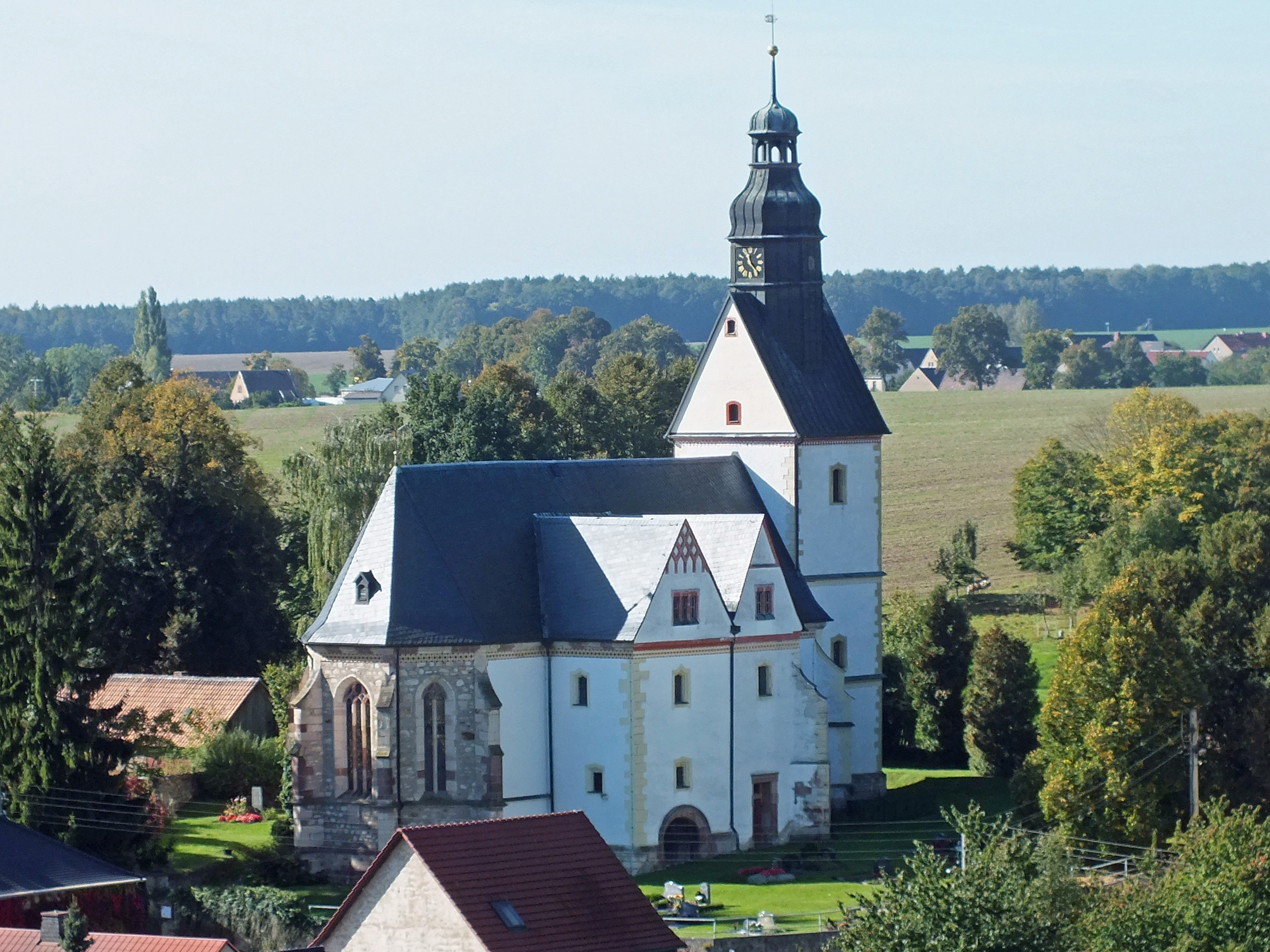
Kirche in Gnandstein

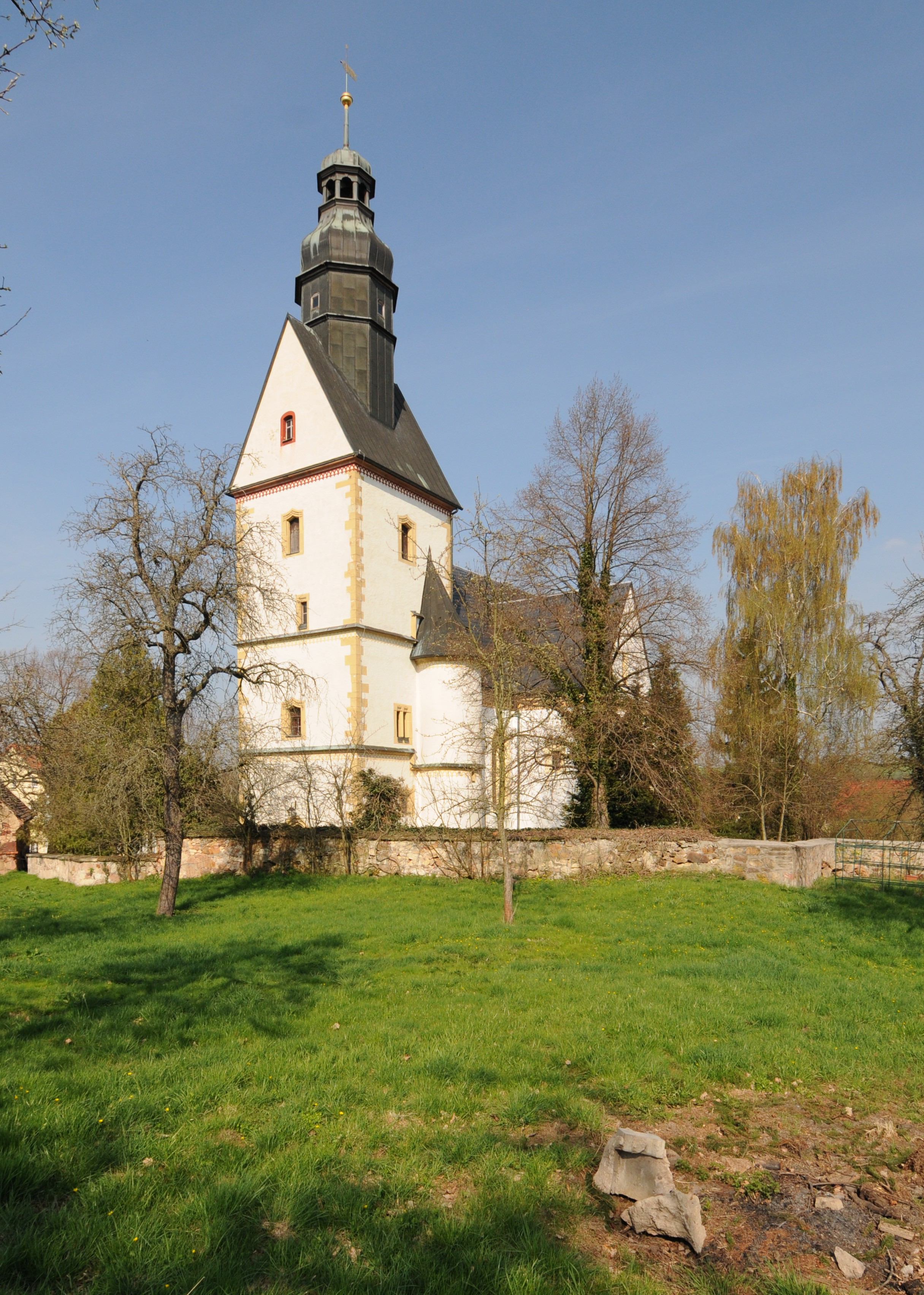
Kirchturm an der Westseite

Das benachbarte Dorf Wüstenhain kam 1940 in die Gemeinde Gnandstein. 1945 schließlich endete mit der Enteignung die Herrschaft der Familie von Einsiedel, ihr Gut wurde vollkommen aufgeteilt. 1947 wurde auf der Burg ein Museum wiedereröffnet.
1949 wurde eine Sportgemeinschaft mit der „Hengstwiese“ als Sportplatz gegründet. 1952 wurde die Wasserleitung fertiggestellt. Im Jahre 1953 entstand im Südflügel der Burg ein Kindergarten. Die Dorfstraße erhielt 1954 eine Pflasterung. 1955 erfolgte als nächste Baumaßnahme die Neuerbauung der Wyhrabrücke. Im Jahr 1957 ging die Burg Gnandstein in Volkseigentum über. 1958 wurden 16 Bauern an die LPG „Karl Marx“ in Rüdigsdorf angeschlossen. 1959 wurde die LPG „Goldene Ähre“ vom Typ I auf Initiative von Altbauer Hüfler gegründet. 1965 wurde eine Burggaststätte fertiggestellt. Bis 1974 wurden die Landwirtschaftlichen Produktionsgenossenschaften von Gnandstein, Altmörbitz und Dolsenhain zur LPG Typ III zusammengeschlossen. 1974 wurde die Kleingartensparte „Burgaue“ mit 22 Gärten gegründet. Nachdem bereits 1980 eine Kinderkrippe eingeweiht worden war, entstanden 1987 zwei neue Horträume.
Nach der deutschen Einheit übernahm der Freistaat Sachsen 1992 die Burg Gnandstein.
Am 1. April 1996 erfolgte die Eingemeindung von Gnandstein nach Kohren-Sahlis. Seit dem 1. Januar 2018 gehört der Ort zur Stadt Frohburg.

## Entwicklung der Einwohnerzahl
| Jahr | Einwohnerzahl                          |
| ---- | -------------------------------------- |
| 1551 | 16 besessene Mann, 47 Inwohner         |
| 1764 | 15 besessene Mann, 35 Häusler, 3 Hufen |
| 1834 | 417                                    |
| 1871 | 482                                    |

| Jahr | Einwohnerzahl |
| ---- | ------------- |
| 1890 | 443           |
| 1910 | 449           |
| 1925 | 463           |
| 1939 | 453           |

| Jahr   | Einwohnerzahl |
| ------ | ------------- |
| 1946   | 592           |
| 1950 1 | 676           |
| 1964 1 | 536           |
| 1990 1 | 445           |

## Wirtschaft und Infrastruktur

### Wirtschaft
Der Ort lebt stark vom Tourismus. Die Burg Gnandstein ist als älteste erhaltene Burg Sachsens ein vielbesuchtes Ausflugsziel. Direkt daneben befindet sich die Gaststätte „Tonkrug“. Im Dorf ist die Bäckerei Reiße ansässig, die ihre Waren auch in eine Filiale nach Kohren-Sahlis liefert.

### Verkehr
Die Ortsdurchfahrt Gnandsteins führt von Kohren-Sahlis nach Dolsenhain.
Eine andere Straße geht nach Wüstenhain ab und eine vierte über den Sauberg nach Streitwald. Alle anderen Straßen, bis auf die an der Burg vorbei, sind für größere Fahrzeuge mehr oder weniger Sackgassen.

## Kultur und Sehenswürdigkeiten

### Sehenswürdigkeiten
- Burg Gnandstein

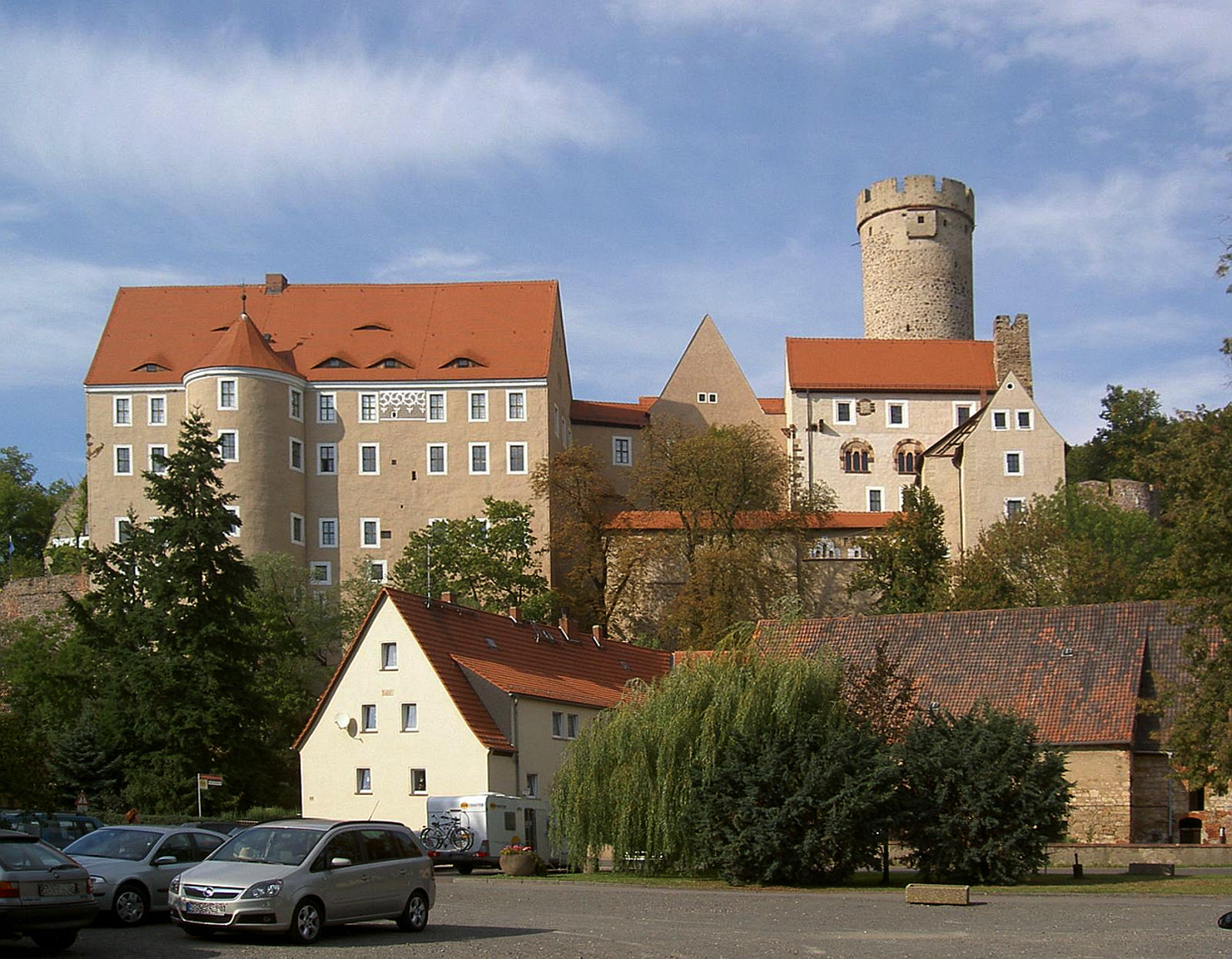
Burg Gnandstein

- Historisches Lusthaus am Schloss Sahlis
- Ev. Pfarrkirche, gotischer Saalkirchenbau
- Häuser mit Bausubstanz aus dem 18. Jahrhundert
- Märchengarten
- Blaudruckwerkstatt

### Regelmäßige Veranstaltungen
Jedes Jahr findet am 30. April das Hexenfeuer und Mitte Oktober das Herbstfeuer auf der Wiese hinter dem Sportplatz im Ortsteil Neue Sorge statt.